# Tetrablemmidae
Tetrablemmidae zijn een familie van spinnen. De familie telt 30 beschreven geslachten en 135 soorten.

## Geslachten
- Ablemma Roewer, 1963
- Afroblemma Lehtinen, 1981
- Anansia Lehtinen, 1981
- Bacillemma Deeleman-Reinhold, 1993
- Borneomma Deeleman-Reinhold, 1980
- Brignoliella Shear, 1978
- Caraimatta Lehtinen, 1981
- Choiroblemma Bourne, 1980
- Cuangoblemma Brignoli, 1974
- Fallablemma Shear, 1978
- Gunasekara Lehtinen, 1981
- Hexablemma Berland, 1920
- Indicoblemma Bourne, 1980
- Lehtinenia Tong & Li, 2008
- Maijana Lehtinen, 1981
- Mariblemma Lehtinen, 1981
- Matta Crosby, 1934
- Micromatta Lehtinen, 1981
- Monoblemma Gertsch, 1941
- Pahanga Shear, 1979
- Rhinoblemma Lehtinen, 1981
- Shearella Lehtinen, 1981
- Sinamma Lin & Li, 2014
- Singalangia Lehtinen, 1981
- Singaporemma Shear, 1978
- Sulaimania Lehtinen, 1981
- Tetrablemma O. Pickard-Cambridge, 1873

## Taxonomie
Voor een overzicht van de geslachten en soorten behorende tot de familie zie de lijst van Tetrablemmidae.